# Ulmer FV 1894
Ulmer FV 1894 was een Duitse voetbalclub uit Ulm, Baden-Württemberg. 

## Geschiedenis
De club werd opgericht in 1894 en was aangesloten bij de Zuid-Duitse voetbalbond. De club speelde in de Beierse competitie, hoewel Ulm niet tot Beieren behoort, maar op de grens ligt. In 1935 nam de club deel aan de eerste Tschammerpokal, de voorloper van de DFB-Pokal. Na een 5:4 overwinning tegen Bayern München verloor de club in de tweede ronde met 8:0 van 1. FC Nürnberg. In 1939 fuseerde de club met TB Ulm, Ulmer RSV en TV Ulm om zo TSG 1846 Ulm te vormen.

## Bekende spelers
- Péter Szabó